# Paratrigonidium transversum
Paratrigonidium transversum är en insektsart som beskrevs av Tokuichi Shiraki 1930. Paratrigonidium transversum ingår i släktet Paratrigonidium och familjen syrsor. Inga underarter finns listade i Catalogue of Life.